# Al-Ahly Sporting Club
L'Al-Ahly Sporting Club (in arabo الأهلي‎?, al-Ahlī, "il nazionale"), meglio noto come Al-Ahly, è una società polisportiva egiziana con sede nella città del Cairo. La sua sezione calcistica milita nella Prima Lega, la massima serie del campionato egiziano di calcio.
Fondato il 24 aprile 1907, durante il periodo coloniale britannico, il club ha avuto come primo presidente il britannico Mitchel Ince, che ha organizzato la società prima di passare la presidenza all'egiziano Aziz Ezzat Pascià.  Gioca le sue gare interne allo stadio Internazionale del Cairo (74 100 spettatori). Soprannominati Diavoli rossi, i suoi giocatori vestono di rosso e bianco.
Globalmente, sommando competizioni nazionali ed internazionali, è la terza squadra in assoluto più titolata al mondo dopo gli uruguaiani del Nacional e del Peñarol, potendo annoverare a livello nazionale 45 campionati egiziani, 39 Coppe d'Egitto e 15 supercoppe nazionali, mentre a livello internazionale è la seconda squadra al mondo per numero di trofei internazionali vinti (27) e la compagine più titolata d'Africa, essendosi aggiudicata 12 Coppe dei Campioni d'Africa/CAF Champions League (record), 4 Coppe delle Coppe d'Africa (record), una Coppa della Confederazione CAF, 8 Supercoppe CAF, una Coppa dei Campioni afro-asiatica e una Coppa Africa-Asia-Pacifico. Nel 2000 è stato nominato miglior club africano del XX secolo dalla CAF. Nel 2009 il club è stato inserito al secondo posto in una simile classifica stilata dall'IFFHS, organizzazione di storia e statistica del calcio riconosciuta dalla FIFA.
Detiene il primato di partecipazioni alla Coppa del mondo per club FIFA tra le squadre appartenenti alla CAF, avendo preso parte a nove edizioni della competizione (2005, 2006, 2008, 2012, 2013, 2020, 2021, 2022, 2023); in questo torneo ha ottenuto come migliore risultato il terzo posto, nelle edizioni del 2006, 2020, 2021 e 2023.
Secondo alcune fonti il club avrebbe 25 milioni di tifosi, risultando così uno dei più sostenuti del pianeta. La squadra vive un'accesa rivalità sportiva con lo Zamalek, l'altro club della capitale, con cui disputa il derby del Cairo, la partita più importante del calcio egiziano, il cui bilancio vede i diavoli rossi in vantaggio per numero di vittorie.

## Storia
L'idea di fondare la squadra venne, durante il periodo coloniale britannico, a Mitchel Ince, che la condivise con i pascià Edrees Rageb, Omar Sultan, Ismaeel Serry, Abdul El Khalek Tharwat e Ameen Samy. Essi volevano fondare un club per gli studenti delle scuole superiori in modo che potessero divertirsi nel tempo libero. Nella fondazione investirono cinquemila sterline egiziane. Il 25 febbraio 1907 Ameen Samy propose il nome di Ahly Athletic Club (in italiano: "club sportivo nazionale"), dato che la squadra fu fondata per gli studenti, fonte principale di resistenza contro l'occupazione britannica dell'Egitto. Perciò il sodalizio rappresentava un club nazionale per riunire tutti gli studenti egiziani e il nome Al-Ahly avrebbe rappresentato il simbolo del nazionalismo. La squadra è considerata la prima compagine fondata per gli egiziani in Egitto durante l'occupazione britannica.
La dirigenza scelse Ince come primo presidente dell'Al-Ahly in modo da soddisfare le richieste delle autorità e ottenere dal governo dei terreni per costruire le strutture necessarie ad accogliere i giocatori e i tifosi.
La prima riunione ufficiale della dirigenza si tenne il 24 aprile 1907, presso la residenza di Anas, con Ince presidente, Omar Lotfi, Edrees Rageb Pasha, Ismaeel Serry e Ameen Sammy nel ruolo di membri e Mohamed Sherif come segretario. Ince mantenne l'incarico di presidente fino al 2 aprile 1908. In seguito egli lasciò l'incarico al politico egiziano Aziz Ezzat Pascià. 
Nel 1911 nacque ufficialmente la sezione calcistica della polisportiva. Nel 1925 l'assemblea generale del club decise di riservare l'adesione al club a soli cittadini egiziani. Il primo successo della squadra risale al 1923, quando la formazione che annoverava la stella Mokhtar El-Tetch, reputato uno dei migliori calciatori egiziani di tutti i tempi (lo stadio principale del Cairo porta il suo nome), vinse la Coppa d'Egitto nel 1923.

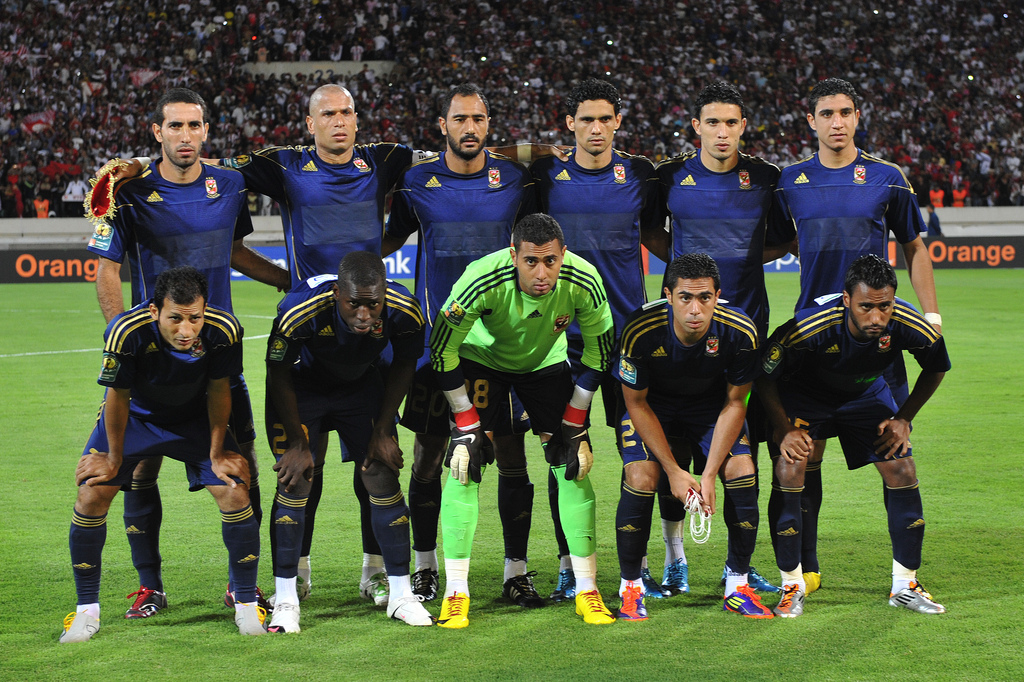
Una formazione dell'Al-Ahly nel 2011

Nel 1948, con l'istituzione del campionato egiziano di calcio, la squadra assunse un ruolo egemone, vincendo i primi nove campionati disputati, dal 1949 al 1959, e undici dei primi dodici tenutisi fino al 1962. Fu lo Zamalek a mettere fine alla supremazia dell'Al-Ahly, aggiudicandosi il titolo del 1960.
Dopo tredici anni di mancati successi in campionato, negli anni '70 l'Al-Ahly, sotto la guida dell'allenatore ungherese Nándor Hidegkuti, ex stella della leggendaria nazionale magiara, tornò a dominare la scena calcistica egiziana, vincendo sette volte il campionato dal 1975 al 1982.
Negli anni '80 la squadra,oltre a vincere quattro campionati, iniziò ad affermarsi anche in ambito continentale, aggiudicandosi per la prima volta la Coppa dei Campioni d'Africa nel 1982. Il più emblematico calciatore di quest'epoca era Mahmoud Al-Khatib, vincitore del Pallone d'oro africano 1983, primo egiziano insignito del prestigioso riconoscimento. Vincendo la Coppa delle Coppe d'Africa per tre volte di fila (nel 1984, 1985 e 1986), il club del Cairo acquisì il diritto a detenere il trofeo originale, noto come Coppa Abdelaziz Mostafa. Nel 1987 rivinse la Coppa dei Campioni d'Africa.
Negli anni '90 la squadra visse dapprima un quinquennio deludente, ma nella seconda parte del decennio tornò al dominio assoluto in patria, vincendo sette titoli nazionali dal 1994 al 2000. 
Dal 2004 al 2005 ottenne 55 vittorie consecutive in tutte le competizioni (campionato e coppa nazionali e CAF Champions League). Furono i sauditi dell'Al-Ittihad di Gedda a interrompere la serie positiva, nella Coppa del mondo per club 2005 disputatasi a Tokyo.
Campione d'Egitto per sette volte consecutive dal 2005 al 2011 sotto la guida del portoghese Manuel José, nel primo decennio del XXI secolo l'Al-Ahly vinse ripetutamente la coppa nazionale (2000-2001, 2002-2003, 2005-2006, 2006-2007) e la supercoppa nazionale (nel 2003 e per quattro volte di fila dal 2005 al 2008) e raggiunse per quattro anni di seguito (dal 2005 al 2008) la finale della CAF Champions League, vincendo tre volte e perdendo una volta (nel 2007). Ottenne inoltre il terzo posto alla Coppa del mondo per club FIFA 2006, miglior risultato per una squadra egiziana nel torneo, replicato dallo stesso Al-Ahly in due altre occasioni negli anni a venire.
Il 1º aprile 2012 settantanove tifosi della squadra rimasero uccisi nella strage di Port Said da ultras dell'Al-Masry, secondo diverse fonti giornalistiche favoriti dalla polizia locale, ancora vicina al regime di Mubarak, deposto dalle rivolte del 2011.
Il 21 febbraio 2014 l'Al-Ahly, con la vittoria della Supercoppa CAF contro i tunisini dello Sfaxien, raggiunse quota 19 trofei internazionali, diventando la squadra più titolata al mondo, record successivamente superato dal Real Madrid nel 2016. Tornata al successo in campionato nel 2014, dal 2017 la squadra disputò per sei volte in sette anni la finale della CAF Champions League. Dal 2010 'Al-Ahly rivinse il titolo nel 2016, 2017, 2018, 2019, 2020 e 2023, la coppa nazionale nel 2016-2017, 2019-2020 e 2021-2022 (sconfitta nella finale di coppa del 2020-2021), la supercoppa nazionale (2010, 2012, 2014, 2015, 2017, 2018 e quattro volte di fila dal 2021 al 2024) e aggiunse al proprio palmarès cinque altre CAF Champions League, vinte nel 2012, 2013, 2019-2020, 2020-2021 e 2022-2023, mentre nel 2017, nel 2018 e nel 2021-2022 in questo torneo fu sconfitta nella partita conclusiva. Ottenne il terzo posto nell'edizione del 2020 della Coppa del mondo per club, eguagliando il piazzamento ottenuto quindici anni prima nel torneo, per poi ripetersi nell'edizione del 2021; nel 2021 vinse inoltre 2 Supercoppe CAF, aggiudicandosi le edizioni disputate a maggio e a dicembre. Nel 2020, nel 2021 e nel 2023 la squadra si classificò terza alla Coppa del mondo per club FIFA.

## Colori e simboli
Lo stemma venne disegnato la prima volta il 3 novembre 1917 da Mohammad Sherif Sabry Bek, membro del club in quel periodo, e zio del Re Faruq.
I colori sociali dell'Al-Ahly derivano dall'originaria bandiera dell'Egitto. La storia del colore risale al 1911 quando la divisa aveva righe verticali bianche e rosse. Successivamente fu modificata rendendola per metà bianca e per metà rossa, eliminando così le strisce verticali.

## Strutture

### Stadio
Lo stadio Internazionale del Cairo è lo stadio ufficiale dell'Al-Ahly dagli anni '70 del XX secolo. Inaugurato nel 1956, ha una capienza di 72 100 spettatori.

### Campo di allenamento
Lo stadio Mokhtar El-Tetsh, intitolato a Mokhtar El-Tetsh, ex calciatore e allenatore del club, è il campo di allenamento dell'Al-Ahly, situato nell'Al-Ahly Club sull'isola di Gezira. Inaugurato nel 1909, ha una capienza di 8 000 spettatori.

## Società

### Organigramma societario
- Presidente: Mahmoud Al-Khatib
- Vice presidente: El-Amry Farouk
- Tesoriere: Mahmud Baganed
- Membri del consiglio: Khaled Mortagy; El-Amry Farouk; Hisham Said; Khaled El-Darandaly; Mohamed AbdElwahab; Mohamed Elghazawy; Rania Elwany; Mahmud Fahmy; Yassin Mansour; Mohamed Shawqi.
- Direttore generale: Moharam El-Ragheb.

## Presidenti
- 1907-1908:  Mitchel Ince
- 1908-1916:  Aziz Pasha Ezzat

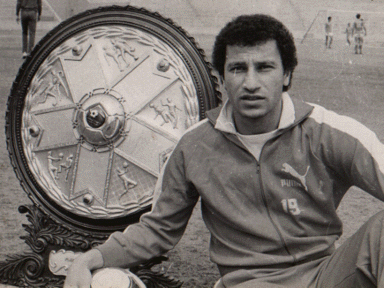
Mahmoud Al-Khatib, attuale presidente, in carica dal 2017

- 1916-1924:  Abd El-Khalik Pasha Tharwat
- 1924-1940:  Gaafar Pasha Wali
- 1940-1941:  Mohamed Pasha Taher
- 1941-1944:  Jaafar Pasha Wali
- 1944-1946:  Ahmed Pasha Hasanain
- 1946-1961:  Ahmed Pasha Abboud
- 1961-1965:  Salah Eldine El-Desouky
- 1965-1967:  Gen. Abd El-Mohsen Mortagy
- 1967-1972:  Dr. Ibrahim Kamel El-Wakeel
- 1972-1980:  Gen. Abd El-Mohsen Mortagy
- 1980-1988:  Saleh Selim
- 1988-1992:  Mohamed Abdou Saleh El-Wahsh
- 1992-2002:  Saleh Selim
- 2002-2014:  Hassan Hamdy
- 2014-2017:  Mahmoud Taher
- 2017-presente:  Mahmoud Al-Khatib

## Allenatori
- Gamil Osman
- Mahmud Mokhtar El-Tetch
- Labib Mahmud
- Hussein El-Far
- Mohamed El-Guindi
- Moustafa Kamel Mansour
- Foad Sedki
- Ahmed Mekawi

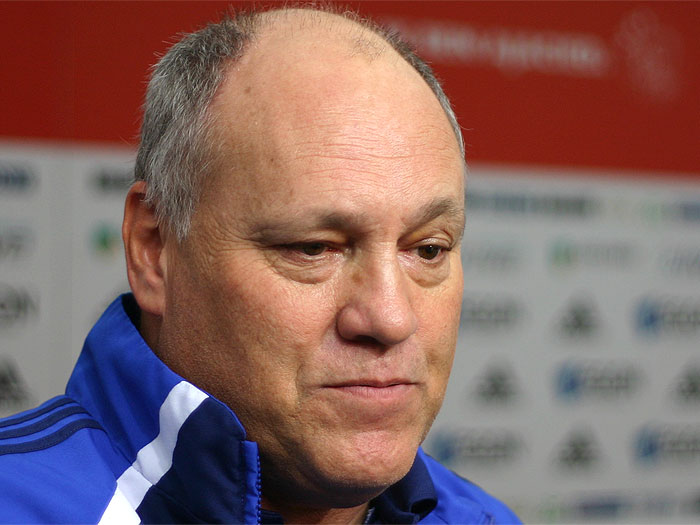
Martin Jol, ex allenatore

- Mohamed Abdou Saleh El-Wahsh
- Abdel Aziz Hammami
- Foad Shaaban
- Curtis Booth
- Friedrich Pimperl
- Pál Titkos
- John McBride
- Ljubiša Broćić
- Horvatić
- Tadić
- 1973-1980:  Nándor Hidegkuti
- 1980-1982:  Géza Kalocsay
- 1982-1984:  Mahmoud El-Gohary
- 1984:  Don Revie
- 1984-1985:  Mahmoud El-Sayes
- 1985-1986:  Mahmoud El-Gohary
- Taha Ismail
- Jeff Butler
- Anwar Salama
- 1988-1989:  Dietrich Weise
- Mahmoud El-Sayes
- Mike Everitt
- Fathi Mabrouk
- Anwar Salama
- 1993-1995:  Allan Harris
- 1995-1997:  Reiner Hollmann
- 1998-2000:  Rainer Zobel
- 2000-2001:  Dixie Dörner
- Ahmed Maher
- 2001-2002:  Manuel José
- 2002  Jo Bonfrère
- Fathi Mabrouk
- 2003:  Toni Oliveira
- Fathi Mabrouk
- 2004-2009:  Manuel José
- 2009-2010:  Hossam El-Badry
- 2010:  A. Abdul-Shafi
- 2010-2012:  Manuel José
- 2012-2013:  Hossam El-Badry
- 2013:  Mohamed Youssef
- 2013-2014:  Mohamed Youssef
- 2014:  Fathi Mabrouk
- 2014-2015:  Juan Carlos Garrido
- 2015:  Fathi Mabrouk
- 2015: A. Abdul-Shafi
- 2015-2016:  José Peseiro
- 2016: A. Abdul-Shafi
- 2016:  Martin Jol
- 2016-2018:  Hossam El-Badry
- 2018:  Patrice Carteron
- 2018:  Mohamed Youssef
- 2018-2019:  Martín Lasarte
- 2019:  Mohamed Youssef
- 2019-2020:  René Weiler
- 2020-2022:  Pitso Mosimane
- 2022-2025:  Marcel Koller
- 2025:  Emad El-Nahhas
- 2025:  José Riveiro

## Capitani
- Ahmed Fouad Anwar
- Hussein Hegazi
- Riyad Shawki
- Ali El-Hassany
- Mahmud Mokhtar El-Tetch
- Mohamed Ali Rasmi
- Ahmed Soliman
- Amin Shoa'air
- Moustafa Kamel Mansour
- Saleh El-Sawwaf
- Hussein Madkour
- Mohamed El-Guindi
- Ahmed Mekawi
- Abdel Galil Hemaida
- Saleh Selim
- Rifaat El-Fanageely
- Taha Ismail
- Mimi El-Sherbini
- Essam Abdel Monem
- Hany Moustafa
- Anwar Salama
- Hassan Hamdy
- Mustafa Younis

- Moustafa Abdou
- Mahmud El-Khateeb
- Thabet El-Batal
- Taher Abouzaid
- Ahmed Shobair
- Osama Orabi
- Ibrahim Hassan
- Hossam Hassan
- Walid Salah El-Din
- Hady Khashaba
- Sayed Abd El-Hafeez
- Essam El-Hadary
- Shady Mohamed
- Ahmed Belal
- Osama Hosny
- Ahmad El-Sayed
- Wael Gomaa
- Emad Motaeb
- Hossam Ghaly
- Hossam Ashour
- Sherif Ekramy
- Ahmed Adel
- Rami Rabia

## Palmarès

### Competizioni regionali
- Campionato del Cairo: 16 (record)

1924-1925, 1926-1927, 1927-1928, 1928-1929, 1930-1931, 1932-1933, 1933-1934, 1934-1935, 1935-1936, 1936-1937, 1937-1938, 1938-1939, 1941-1942, 1947-1948, 1949-1950, 1957-1958

### Competizioni nazionali
- Campionato egiziano: 45  (record)

1948-1949, 1949-1950, 1950-1951, 1952-1953, 1953-1954, 1955-1956, 1956-1957, 1957-1958, 1958-1959, 1960-1961, 1961-1962, 1974-1975, 1975-1976, 1976-1977, 1978-1979, 1979-1980, 1980-1981, 1981-1982, 1984-1985, 1985-1986, 1986-1987, 1988-1989, 1993-1994, 1994-1995, 1995-1996, 1996-1997, 1997-1998, 1998-1999, 1999-2000, 2004-2005, 2005-2006, 2006-2007, 2007-2008, 2008-2009, 2009-2010, 2010-2011, 2013-2014, 2015-2016, 2016-2017, 2017-2018, 2018-2019, 2019-2020, 2022-2023, 2023-2024, 2024-25
- Coppa d'Egitto: 39  (record)

1923-1924, 1924-1925, 1926-1927, 1927-1928, 1929-1930, 1930-1931, 1936-1937, 1939-1940, 1941-1942, 1942-1943, 1944-1945, 1945-1946, 1946-1947, 1948-1949, 1949-1950, 1950-1951, 1952-1953, 1955-1956, 1957-1958, 1960-1961, 1965-1966, 1977-1978, 1980-1981, 1982-1983, 1983-1984, 1984-1985, 1988-1989, 1990-1991, 1991-1992, 1992-1993, 1995-1996, 2000-2001, 2002-2003, 2005-2006, 2006-2007, 2016-2017, 2019-2020, 2021-2022, 2022-2023
- Supercoppa d'Egitto: 15  (record)

2003, 2005, 2006, 2007, 2008, 2010, 2012, 2014, 2015, 2017, 2018, 2021, 2022, 2023, 2024
- Coppa della Federazione egiziana: 1

1989
- Coppa del Sultano Hussein: 7 (record)

1922-1923, 1924-1925, 1925-1926, 1926-1927, 1928-1929, 1930-1931, 1937-1938
- Coppa della Repubblica Araba Unita: 1

1961

### Competizioni internazionali
- Coppa dei Campioni d'Africa/CAF Champions League: 12  (record)

1982, 1987, 2001, 2005, 2006, 2008, 2012, 2013, 2019-2020, 2020-2021, 2022-2023, 2023-2024
- Coppa delle Coppe d'Africa: 4  (record)

1983-1984, 1984-1985, 1985-1986, 1992-1993
- Coppa della Confederazione CAF: 1

2014
- Supercoppa CAF: 8  (record)

2002, 2006, 2007, 2009, 2013, 2014, 2021 (maggio), 2021 (dicembre)
- Coppa dei Campioni afro-asiatica: 1

1988
- Coppa Africa-Asia-Pacifico: 1

2024

### Altre competizioni internazionali
- Champions League araba: 1

1996
- Coppa delle Coppe araba: 1

1994
- Supercoppa araba: 2  (record)

1997, 1998

## Organico

### Rosa 2025-2026
Aggiornata al 21/7/2025.
| N. |                      | Ruolo | Calciatore          |
| -- | -------------------- | ----- | ------------------- |
| 1  | Egitto (bandiera)    | P     | Mohamed El Shenawy  |
| 2  | Egitto (bandiera)    | D     | Khaled Abdel Fattah |
| 3  | Egitto (bandiera)    | D     | Omar Kamal          |
| 4  | Qatar (bandiera)     | D     | Yousef Aymen        |
| 5  | Egitto (bandiera)    | D     | Ramy Rabia          |
| 6  | Egitto (bandiera)    | D     | Yasser Ibrahim      |
| 7  | Egitto (bandiera)    | A     | Trézéguet           |
| 8  | Egitto (bandiera)    | C     | Akram Tawfik        |
| 9  | Palestina (bandiera) | A     | Wessam Abou Ali     |
| 10 | Sudafrica (bandiera) | A     | Percy Tau           |
| 11 | Marocco (bandiera)   | A     | Reda Slim           |
| 12 | Egitto (bandiera)    | A     | Ahmed Nabil Koka    |
| 13 | Egitto (bandiera)    | D     | Marwan Attia        |
| 14 | Egitto (bandiera)    | A     | Hussein El Shahat   |
| 16 | Egitto (bandiera)    | P     | Hamza Alaa          |
| 17 | Egitto (bandiera)    | C     | Amr El-Soleya       |

| N. |                    | Ruolo | Calciatore          |
| -- | ------------------ | ----- | ------------------- |
| 18 | Egitto (bandiera)  | C     | Omar El Saaiy       |
| 19 | Egitto (bandiera)  | C     | Mohamed Magdy       |
| 20 | Egitto (bandiera)  | D     | Karim Walid         |
| 21 | Tunisia (bandiera) | D     | Ali Maâloul         |
| 22 | Egitto (bandiera)  | C     | Emam Ashour         |
| 24 | Marocco (bandiera) | D     | Achraf Dari         |
| 25 | Marocco (bandiera) | D     | Yahia Attiyat Allah |
| 26 | Egitto (bandiera)  | C     | Mostafa Aboul-khier |
| 27 | Egitto (bandiera)  | A     | Taher Mohamed       |
| 28 | Egitto (bandiera)  | D     | Karim Fouad         |
| 29 | Egitto (bandiera)  | A     | Samir Mohamed       |
| 30 | Egitto (bandiera)  | D     | Mohamed Hany        |
| 31 | Egitto (bandiera)  | A     | Mostafa Shobeir     |
| 33 | Egitto (bandiera)  | D     | Karim El Debes      |
| 34 | Egitto (bandiera)  | D     | Moataz Mohamed      |
| 37 | Egitto (bandiera)  | P     | Mostafa Makhlouf    |